# Symmetroctena pachydesma
Symmetroctena pachydesma är en fjärilsart som beskrevs av Turner 1947. Symmetroctena pachydesma ingår i släktet Symmetroctena och familjen mätare. Inga underarter finns listade i Catalogue of Life.